# Alessandro Castaldo
Alessandro Castaldo ist ein ehemaliger deutscher Footballspieler.

## Laufbahn
Er spielte von 1995 bis 1997 bei den Hamburg Pioneers und wechselte 1998 zu den Hamburg Blue Devils in die Football-Bundesliga. Der in der Verteidigung eingesetzte Castaldo gewann mit der Mannschaft 2001, 2002 und 2003 die deutsche Meisterschaft sowie 1998 den Eurobowl. 2006 verließ er die Blue Devils und schloss sich den Hamburg Huskies an. 2008 gehörte er erneut dem Aufgebot der Blue Devils an, zur Saison ging er zu den Hamburg Pioneers (Regionalliga) zurück.
Als Trainer war Castaldo Ende der 1990er sowie in der Mitte der 2000er Jahre Mitglied des Stabs der Jugendauswahl der Hamburger Verbandes, im Jahr 2002 brachte er sich auch in die Jugendarbeit der Hamburg Blue Devils ein. Von 2016 bis 2019 war er bei den Schwarzenbek Wolves als Verteidigungskoordinator tätig.